# Булавникові
Булавникові (Rhopalidae) — родина клопів (Heteroptera). Включає 30 родів і понад 240 видів.

## Опис
Тіло завдовжки 4-15 мм. Від споріднених крайовиків відрізняються відсутністю добре розвинених пахучих залоз. Зазвичай вони світлого кольору і менші за крайовиків. Деякі з них дуже схожі на орсілінових лігеїд (Orsilinae), але їх можна відрізнити за численними жилками в оболонці гемелітра.

## Спосіб життя
Зазвичай вони харчуються насінням трав’янистих рослин, але деякі харчуються на деревах.

## Класифікація
- підродина Rhopalinae Amyot & Serville, 1843
  - триба Chorosomatini Fieber, 1860
    - роди Agraphopus, Chorosoma, Ithamar, Leptoceraea, Myrmus, Xenogenus

  - триба Corizomorphini Kiritshenko, 1964
    - рід Corizomorpha

  - триба Harmostini Stål, 1873
    - роди Aufeius, Harmostes

  - триба Niestrheini Chopra, 1967
    - роди Arhyssus, Niestrhea, Peliochrous

  - триба Rhopalini Amyot & Serville, 1843
    - роди Brachycarenus, Corizus, Limacocarenus, Liorhyssus, Maccevethus, Punjentorhopalus, Rhopalus, Strictopleurus
- підродина Serinethinae Stål, 1873
  - роди Boisea, Jadera, Leptocoris
- incertae sedis
  - роди †Grandicaputus, †Longiclavula, †Miracorizus, †Originicorizus, †Quatlocellus, †Vescisalignus